# UN FACTORY ソムリエ
『UN FACTORY ソムリエ』（ウンナンファクトリーソムリエ）は、フジテレビ系列で1995年10月から1996年3月まで深夜に放送されていたバラエティ番組。

## 概要
- ウッチャンナンチャン、よゐこがホスト役となり、毎週1人の女性ゲストを迎え、テーマを決めて、恋愛についてのトークを繰り広げる番組である。
- オープニングはミニドラマとなっており、昔ながらの民家の玄関に近所の人が集まっているシーンや、中華料理屋や女風呂、理容店などのシチュエーションが設定され、必ず最後にワインを持った外国人のソムリエが登場し、ドラムロールやオーケストラと共に番組ロゴが現われ、そのバックで赤ワインが注がれながらスタートし、提供バックにはワインが注がれたグラスを、真横から真上に見上げていく映像が使用される、という構成になっていた。なお、このオープニングの演出は、後に『世にも奇妙な物語』『3番テーブルの客』などの数々の連続ドラマなどを手掛けることになる片岡Kが演出をしていた。
- トークだけでなく、途中でロケ企画を挿入している日もあった。
- フジテレビの他、岡山放送も前番組『UN FACTORY カボスケ』を放送していた枠で、引き続き番組終了まで同時ネットで放送していた。
- エンディングのスタッフロールでは珍しく全て手書きであり、「制作著作：フジテレビ」までの部分も手書きである稀有なケースでもあった。

## 放送時間
- 月曜日 - 木曜日 24:20 - 24:35
- 金曜日 25:05 - 25:20
  - 金曜日のみ、当時『ニュースJAPAN』が25:05の終了であったため、放送開始時間が遅くなっていた。

## 出演者
- ウッチャンナンチャン
- よゐこ
- ロンドンブーツ1号2号
- ココリコ
- 底ぬけAIR-LINE

## 出演した女性ゲスト
- 松雪泰子
- 夏木マリ
- 南野陽子
- 永作博美
- 加藤紀子
- シンディー・ローパー
- YOU
- 中森明菜
- ともさかりえ

## エンディングテーマ
- むかし私が愛した人（夏木マリ）
- 悩み（赤城恭壱）
- WISH （松雪泰子）
- Hello my tears （藤井フミヤ）

## スタッフ
- 企画：吉田正樹
- 編成：齋藤秋水
- 構成：内村宏幸、武田浩、柏田眞志、見崎新吾、高橋奈津子、中野麻里子
- 美術制作：重松照英
- デザイン：雫石洋治
- 美術進行：大野恭一郎
- 大道具：松本達也
- 装飾：蓮井祥秀
- 持道具：土屋洋子
- 衣裳：神波憲人
- メイク：堀井由佳
- かつら：川北恭代
- 視覚効果：中溝雅彦
- アクリル装飾：北神窓夏
- 生花装飾：武笠博子
- タイトル：岩崎光明
- スタジオ技術
  - SW：藤江雅和
  - 撮影：小川利行
  - 映像：石井利幸
  - 音声：本間祥吾
  - 照明：富沢宴令
- 編集：石山新
- 整音：飯野和義
- ロケ技術
  - 撮影：佐々木秀夫
  - 音声：益子宏明
  - 照明：ブライト
  - 映像：緒方俊明
- 音楽：佐々木貴
- 音響効果：成岡知弘
- スライド写真：笠原敬太
- CG：二宮裕行（スペース・ムー）
- 制作協力：田村正裕（マセキ芸能社）
- 技術協力：ニユーテレス、オムニバス・ジャパン
- プロデュース補：富田好美
- ディレクター：池田よしひろ、小倉伸一
- タイムキーパー：増山郁子
- 広報：小中ももこ
- 演出：片岡K
- プロデュース：清水淳司
- 制作著作：フジテレビ

| フジテレビ JOCX-TV2 月 - 木 24:20 - 24:35枠 | フジテレビ JOCX-TV2 月 - 木 24:20 - 24:35枠 | フジテレビ JOCX-TV2 月 - 木 24:20 - 24:35枠                                             |
| 前番組                                      | 番組名                                      | 次番組                                                                                  |
| ------------------------------------------- | ------------------------------------------- | --------------------------------------------------------------------------------------- |
| UN FACTORY カボスケ                         | UN FACTORY ソムリエ ※24:20 - 24:40          | 月曜 - Oh!黄金サービス 火曜 - 買物王 水曜 - 前略ヒロミ様 木曜 - 北野富士 ※24:20 - 24:50 |